# Johann Michael Röder

Röder-Orgel in Breslau, zeitgenössischer Stich

Johann Michael Röder war ein deutscher Orgelbauer in Berlin und Schlesien aus der ersten Hälfte des 18. Jahrhunderts. Er war ein Schüler von Arp Schnitger.

## Biografie
Geburts- und Todesjahr Röders sind unbekannt. Er ging als Tischlergeselle vier Jahre bei Schnitger in die Lehre. Vincent Lübeck bezeichnete ihn 1712 in einem Brief an den Tangermünder Rat als „Großsprecher“, der „den Herrn Schnitger sehr verläumdet und verachtet“. In Röders Werken ist der Einfluss seines Lehrmeisters deutlich zu vernehmen, er ging jedoch in der äußeren Gestaltung der Orgeln eigene Wege und entfernte sich weiter von Schnitger als alle seiner Schüler. So gab er das Werkprinzip auf, verzichtete auf ein Rückpositiv und baute den Prospekt eher flächig. Seine besonderen technischen Fertigkeiten trugen ihm den Namen „Mechanicus“ ein und führten zu allerlei spätbarocken Spielereien, wie Pauken schlagende Engel, Adler, Ordenssterne, Sonnen und anderes.
Johann Mattheson äußerte sich über Röders Orgel in Breslau positiv: „Alle Kaiser, Könige und Fürsten müßten sich darüber verwundern, wenn sie den Kupferstich davon sähen und bestehet dies. aus 56 klangbaren St.: 4 Principalen, als eines a 32, eines a 16 und zwey a 8 Fuß, einem Glockenspiele, welches durch die in der Gloria sich bewegende Engel mit ihren in Händen habenden Hämmern mit Hülfe des Ped. tractirt wird, wie auch einem Paar küpferner (sichtbarer) Pauken, worauf gleichfalls zween Engel alles, was man auf natürlichen Pauken haben kann, mit ihren Schlägeln vollkommen prästiren und mit dem Trompetenzuge so wohl Intraden als Aufzüge dazu gespielet werden können.“

## Werkliste (Auswahl)
Von Johann Michael Röder sind Orgelneubauten in Brandenburg und Schlesien bekannt. Einige sind teilweise erhalten. Vollständig verlorene Instrumente sind kursiv gesetzt.
Orgelneubauten
| Jahr      | Ort                          | Kirche                                   | Bild | Manuale | Register     | Bemerkungen |
| --------- | ---------------------------- | ---------------------------------------- | ---- | ------- | ------------ | --- |
| 1713      | Berlin                       | Alte Garnisonkirche                      |      | II/P    | 23           | 1724 in die Potsdamer Kirche St. Nikolai überführt; 1795 verbrannt |
| 1716      | Sydow bei Bernau             | Dorfkirche                               |      | I       | 8            | Positiv, später durch Lütkemüller ersetzt |
| 1717      | Berlin-Dorotheenstadt        | Dorotheenstädtische Kirche               |      | I/P     | 19           | 1833 in die Stadtkirche Wesenberg überführt, später mehrfach umdisponiert; Prospekt, Windladen und Pfeifen aus 4 Registern erhalten → Orgel |
| 1720      | Berlin                       | Alte Schloss- und Domkirche              |      | II/P    | 32           | nicht erhalten |
| 1720–1722 | Crossen (Krosno)             | St. Marien, heute St. Hedwig             |      | III/P   | 55           | Prospekt erhalten, darin 1930 Neubau von Sauer |
| 1721–1725 | Breslau                      | Magdalenenkirche                         |      | III/P   | 56           | Unter Wiederverwendung der Pfeifen der von Martin Scheuffler gebauten Vorgängerorgel baute Röder die große Pfeifenorgel, die das Hauptschiff schmückt. Im Zuge eines Orgelneubaus in den Jahren 1889–1891 wurde die Röder-Orgel entfernt, der Prospekt kam ins Schlesische Museum Katowice und ging nach dem Zweiten Weltkrieg verloren. |
| 1726–1729 | Hirschberg (Jelenia Góra)    | Gnadenkirche, heute Kreuzerhöhungskirche |      | III/P   | 50           | Prospekt und ca. 40 komplette Register erhalten, 1905 baute Schlag & Söhne die Orgel pneumatisch um und erweiterte die Disposition auf 70 Register, in dieser Form ist die Orgel komplett erhalten und 1998 restauriert |
| 1729–1730 | Großburg (Borek Strzeliński) | Dorfkirche                               |      | II/P    | 22           | Prospekt erhalten |
| 1733–1737 | Liegnitz (Legnica)           | Ev. Marienkirche (Liebfrauenkirche)      |      | II/P    | 34           | 1914 Neubau von Friedrich Weigle bei Erhalt von 5 Registern, danach Umbauten und Restaurierungen, Prospekt und einige Pfeifen erhalten. |
| 1740      | Burg Stargard                | Reformierte Kirche                       |      | I/P     | 29           | nicht erhalten |
| 1742      | Greiffenberg                 | Dorfkirche                               |      | I/P     | 7 (oder 13?) | Zuschreibung, 1842 Umbau durch Morgenstern, (I/P, 13), 1967 Restaurierung durch Schuke auf I/P/12 |
| 1743–1744 | Prenzlau                     | Heilig-Geist-Kapelle                     |      | I/P     | 15           | für 400 Taler, um 1899 umgesetzt, heute Gehäuse in Schlosskirche Buch |
| 1745      | Prenzlau                     | Marienkirche                             |      | II/P    | 20           | 1847 ersetzt durch Buchholz-Orgel, diese 1945 zerstört |
| 1746      | Groß Schönebeck              | Dorfkirche                               |      | I/P     | 12           | Neubau-Angebot von Joachim Wagner von 1746 nicht umgesetzt, im selben Jahr Vertragsabschluss mit Röder, der offenbar danach zurücktrat (oder starb), 1749 fertiggestellt von Gottlieb Scholtze, danach mehrere Umbauten, Gehäuse und einige Teile der Barockorgel erhalten                                                               |

Weitere Arbeiten und Angebote
| Jahr      | Ort         | Kirche      | Bild | Manuale | Register | Bemerkungen |
| --------- | ----------- | ----------- | ---- | ------- | -------- | --- |
| 1708      | Bernau      | St. Marien  |      |         |          | Angebot zu Reparatur und Umbau der Scherer-Orgel von 1572 (III/P, 41), nicht berücksichtigt, dafür von Arp Schnitger durchgeführt |
| 1711–1716 | Tangermünde | St. Stephan |      | III/P   | 32       | Reparatur und Umbau der Orgel von Hans Scherer d. Ä. (1624); diese zur Hälfte erhalten → Orgel                                    |